# Deborah Hopper
Pour les articles homonymes, voir Hopper.
Deborah Hopper est une chef costumière américaine. Elle a notamment travaillé à plusieurs reprises sous les services de Clint Eastwood pour L'Échange, Minuit dans le jardin du bien et du mal, Bird, La Corde raide ou encore Invictus et Gran Torino.

## Filmographie
- 1984 : La Corde raide
- 1985 : Pale Rider
- 1986 : Le Maître de guerre
- 1988 : Bird
- 1988 : L'inspecteur Harry est la dernière cible
- 1989 : Pink Cadillac
- 1990 : La Relève
- 1991 : Rendez-vous au paradis
- 1992 : Basic Instinct
- 1992 : La mort vous va si bien
- 1994 : Exit to Eden
- 1995 : Showgirls
- 1996 : Escroc malgré lui (Dear God)
- 1997 : Minuit dans le jardin du bien et du mal
- 1997 : Les Pleins Pouvoirs (Absolute Power)
- 1999 : Hantise
- 1999 : Jugé coupable
- 2000 : Space Cowboys
- 2001 : Couple de stars
- 2002 : Créance de sang
- 2003 : Mystic River
- 2004 : Million Dollar Baby
- 2006 : Mémoires de nos pères
- 2006 : Lettres d'Iwo Jima
- 2008 : L'Échange
- 2008 : Gran Torino
- 2009 : Invictus
- 2011 : J. Edgar de Clint Eastwood
- 2014 : Jersey Boys de Clint Eastwood